# Eurygaster shoshone
Eurygaster shoshone är en insektsart som beskrevs av George Willis Kirkaldy 1909. Eurygaster shoshone ingår i släktet Eurygaster och familjen sköldskinnbaggar. Inga underarter finns listade i Catalogue of Life.